# بابلو مافيو
بابلو مافيو (بالإسبانية: Pablo Maffeo) (7 ديسمبر 1997 سان خوان ديسباي إسبانيا - ) هو لاعب كرة قدم إسباني، يلعب كمدافع.

## روابط خارجية
- بابلو مافيو على موقع الاتحاد الأوربي (الإنجليزية)
- بابلو مافيو على موقع قاعدة بيانات كرة القدم.إي يو (الإنجليزية)
- بابلو مافيو على موقع Soccerbase.com (لاعب) (الإنجليزية)
- بابلو مافيو على موقع Soccerway.com (الإنجليزية)
- بابلو مافيو على موقع عالم كرة القدم.نت (الإنجليزية)
- بابلو مافيو على موقع AS.com (الإسبانية)